# Impuls telefoniczny
Impuls telefoniczny – potoczne, archaiczne określenie jednostki taryfikacyjnej.
Termin ten wywodzi się z czasów, kiedy w sieciach telefonicznych stosowane były centrale elektromechaniczne i elektromechaniczne liczniki rozmów telefonicznych. Stan takiego licznika był powiększany o 1 po zakończeniu (w niektórych typach central – na początku) każdej rozmowy lokalnej (taryfikowanej jednorazowo, tj. 1 jednostka za rozmowę), a później także w równych odstępach czasu w trakcie rozmowy międzymiastowej, międzynarodowej lub lokalnej (taryfikownych wielokrotnie w zależności od czasu trwania). Powiększanie stanu licznika było powodowane impulsem elektrycznym (prądowym) przesyłanym z urządzeń komutacyjnych lub sterujących centrali do licznika. Rachunki były wystawiane na podstawie różnicy wskazań licznika na końcu i na początku okresu rozliczeniowego (najczęściej miesiąca).
Współcześnie taryfikacja w sieciach telefonicznych odbywa się na całkowicie innej zasadzie i używanie terminu impuls telefoniczny nie ma sensu.
Pojęcie to występuje w art. 285 Kodeksu karnego: Kto, włączając się do urządzenia telekomunikacyjnego, uruchamia na cudzy rachunek impulsy telefoniczne, podlega karze pozbawienia wolności do lat 3.